# Liste der Monuments historiques in Le Juch
Die Liste der Monuments historiques in Le Juch führt die Monuments historiques in der französischen Gemeinde Le Juch auf.

## Liste der Bauwerke
| Bezeichnung                          | Beschreibung | Standort                                 | Kennzeichnung | Schutzstatus | Datum | Bild           |
| ------------------------------------ | ------------ | ---------------------------------------- | ------------- | ------------ | ----- | -------------- |
| Kirche Notre-Dame und Friedhofskreuz |              | Place de l’Église Rue Louis-Tymen (Lage) | PA00090014    | Classé       | 1916  | weitere Bilder |

## Liste der Objekte
- Monuments historiques (Objekte) in Le Juch in der Base Palissy des französischen Kultusministeriums